# Parfümerie Pieper
Die Stadt-Parfümerie Pieper GmbH ist eine 1931 in Bochum gegründete Parfümerie-Filialkette mit Sitz in Herne.
Pieper betreibt 141 Filialen (Stand. 30. Juni 2021) in den Bundesländern Nordrhein-Westfalen, Niedersachsen, Bremen und Hamburg.

## Geschichte

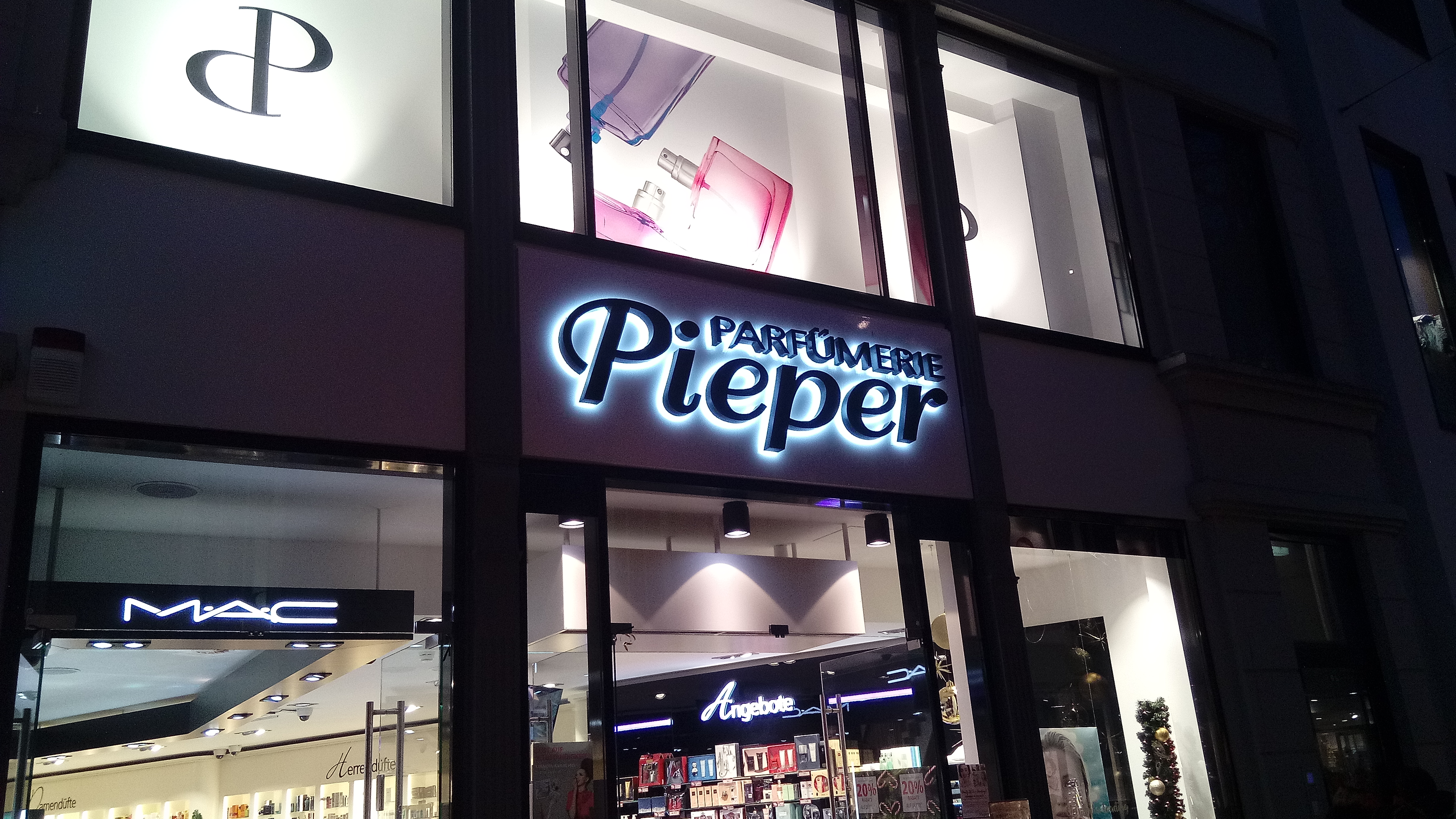
Pieper-Filiale in Oldenburg (2018)

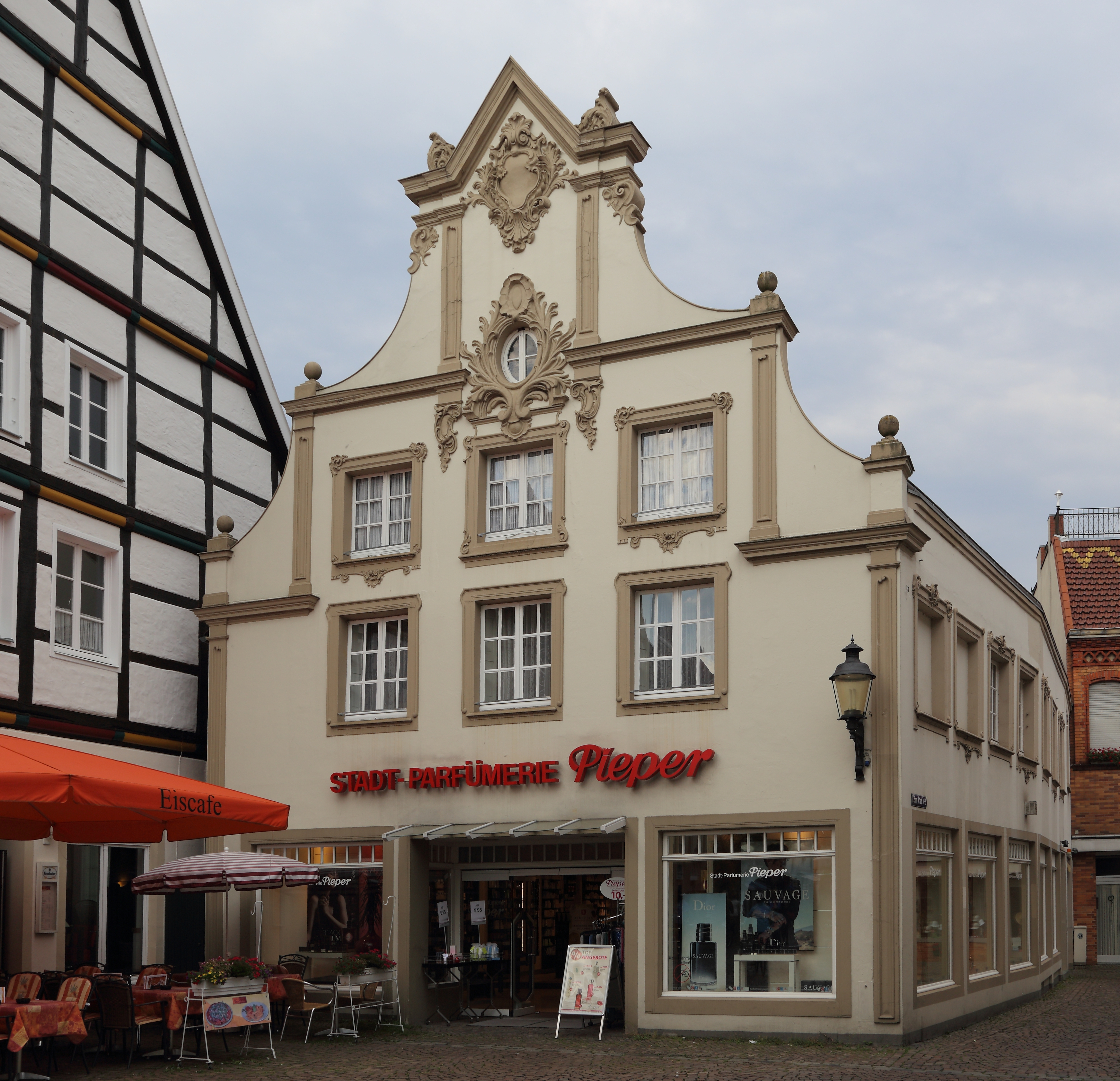
Parfümerie Pieper in einem denkmalgeschützten Haus in Warendorf (2015)

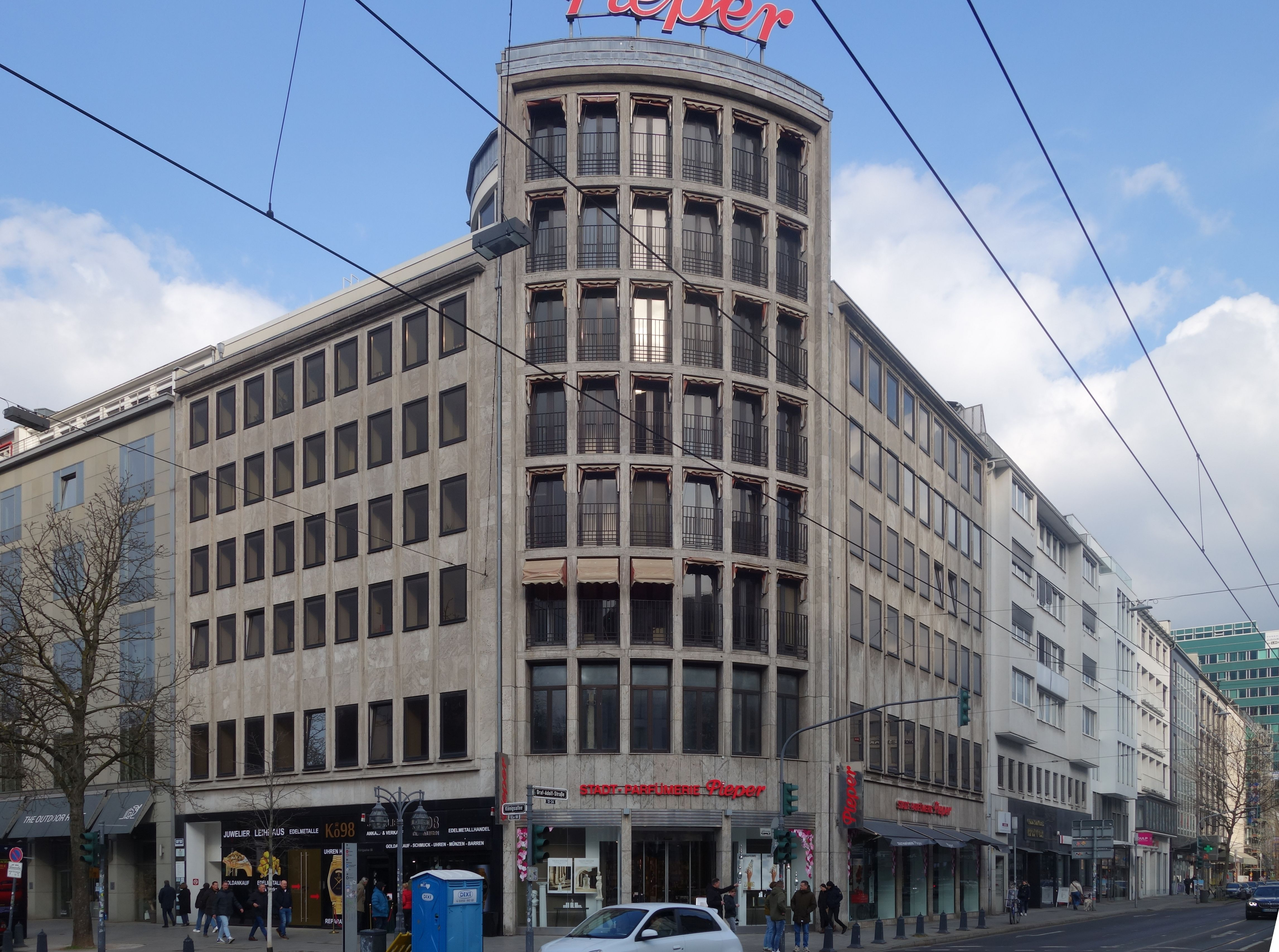
Stadt-Parfümerie Pieper in Düsseldorf, Königsallee (2025)

1931 wurde das erste Seifengeschäft Pieper in Bochum durch Gerhard Pieper und seine Mutter Anna Pieper gegründet. 1936 kamen weitere Filialen in Wanne-Eickel und Recklinghausen dazu.
Nach dem Tod von Gerhard Pieper im Jahre 1976 wurde das Unternehmen zunächst von seiner Frau Maria Pieper und seinem Sohn Gerd Pieper weiter geführt. 1978 übernahm Gerd Pieper die alleinige Geschäftsführung. Am 1. Juli 2018 wurde die Geschäftsführung an dessen Sohn Oliver Pieper übergeben.
Am 6. November 2009 wurde zusätzlich zum Filialgeschäft ein Onlineshop eingerichtet.
Mit der Übernahme der Parfümerie Brenner am 1. Januar 2014 erweiterte Pieper das Gebiet um 12 weitere Filialen. Die neuen Filialen befinden sich zu der Zeit in Melle, Herford, Rietberg, Bramsche, Lengerich, Osnabrück, Bünde, Lübbecke, Minden, Wiedenbrück und Sulingen. Zudem wurde am 27. Februar 2014 die Hamburger Hof Parfümerie am Jungfernstieg in Hamburg eröffnet.
Am 1. Juli 2016 erwarb Pieper die Goldkopf Parfümerien der Familie Reuter mit neun Filialen. Knapp zwei Jahre später, am 1. September 2019 übernahm Pieper zusätzlich zwei Filialen der Parfümerie Schwarz in Rheda und Wiedenbrück.

## Produkte
Pieper bietet Produkte aus den Bereichen Parfüm, Pflege, Make-up, Haarpflege, Naturkosmetik und Accessoires an.

## Preise und Auszeichnungen
- 2009: Deutscher Handelspreis[5]
- 2013: Q&A Research & Consultancy Parfümerie-Kette des Jahres[6]
- 2014: Q&A Research BV Händler des Jahres[7]